# Nenè Nhaga Bissoli
Nenè Nhaga Bissoli, née le 10 octobre 1987, est une footballeuse internationale italienne évoluant au poste de défenseuse. Née en Guinée-Bissau, elle a été naturalisée italienne en 2008. Elle est membre de l'équipe nationale féminine d'Italie.

## Biographie

### Début de carrière
La carrière de footballeur de Bissoli commence au sein de l'équipe du Libertas Castagnaro. Avec cette équipe, elle remporte le Tournoi régional des jeunes de Vénétie en 1999, en jouant en défense.

### Carrière internationale
En février 2008, Bissoli est sélectionnée en équipe féminine italienne de football pour disputer les quarts de finale 2009 du Championnat féminin de l'UEFA, contre la Hongrie, l'Irlande et la Roumanie. En 2009, elle rejoint l'équipe nationale pour jouer contre l'Arménie le 25 novembre. 
Après une période de non-sélection, un nouveau manager, Antonio Cabrini, rencontre Bissoli, qui se voit sélectionnée pour jouer en 2014 la Coupe de Chypre. Bissoli joue également lors des matchs de qualification de 2015 pour la Coupe du monde de football féminin.